# Церковна ієрархія
Церковна Ієрархія (від грец. ἱερός- священний і грец. ἀρχή- начальство) — так називаються 3 ступені священства в християнських церквах — єпископи, пресвітери і диякони в їх співпідпорядкованості — і ступені урядової ієрархії священнослужителів. Іноді слово «ієрархія» вживається стосовно до одного ступеня священства — єпископату, а не до нижчих ступенів пресвітерів і дияконів, подібно до того як слово «клірики», що стосується всіх трьох ступенів священнослужителів вживається переважно щодо церковнослужителів і до дияконів і пресвітерів, але не до єпископів, тому в церковній літературі, та церковних актах, нерідко зустрічається вираз «клірики і єпископи», хоча з точки зору канонічного права єпископи також належать до числа кліриків.
Відповідно до основних еклезіологічних догматів члени Церкви поділяються на 2 основних розряди. Перший розряд складають покликані Св. Духом через поставлення здійснювати церковне служіння: проповідувати, звершувати таїнства, піклуватися про зовнішній устрій храму — це клірики. Другий розряд становлять миряни, які теж є учасниками церковного життя: вони можуть проповідувати і навчати вірі, але лише з благословення священнослужителів і, як правило, не з амвона. Також можуть розпоряджатися церковним майном, але під керівництвом кліриків різних ступенів залежно від посади, яку займає мирянин. Клірики поділяються на вищих, або священнослужителів, які в сукупності і складають церковну ієрархію, і нижчих, або церковнослужителів, які до церковної ієрархії не зараховуються, — це читець, хорист, іподиякон, паламар, вони прислужують при відправленні богослужіння в храмі;
Ієрархічне священство — на думку богословів богоустановленний інститут. З самого початку Церква знає 3 ступені церковної ієрархії: єпископську, пресвітерську і дияконську. Єпископи — наступники апостолів, які мають через висвячення благодатний зв'язок з ними. Це архіпастирі, первосвященники і вищі вчителі своїх Церков. Пресвітер або священник по своїм повноваженням, отриманих від єпископа, може здійснювати всі священнодійства, крім освячення антимінсу і освячення святого мира, а також хіротонії та хіротесію, за винятком пресвітерів, поставленим в монастирях, які можуть поставляти іподияконів і читців для своїх монастирів. Пресвітери вчать народ догматам віри і благочестя, пастирськи опікуються ввіреними йому християнами. Так само диякони допомагають єпископам і пресвітерам у виконанні їхнього служіння, беручи участь в здійсненні священнодійств в храмі, включаючи вівтар. При цьому, згідно з 39-м Апостольським правилом, «пресвітери і диякони без волі єпископа нічого нехай не здійснюють. Бо йому довірені люди Господні, і він віддасть відповідь за душі їхні».
Деякі ієрархічні ланки церкви зникли, а інші оновились. Наприклад, церковні чини єпископів, пресвітерівта дияконів збереглись донині. Під новим іменем виникали ієрархічні утворення в церкві, як, наприклад автокефалія.

## Оцінки ієрархії
Богослов Кирило Говорун, підтверджує важливість церковних структур. У своїй книзі "Риштування Церкви" він пише, що церковні структури мають здатність спонукати людську дієвість до дії та робити її продуктивнішою і також запобігають зловживанням з боку людської дієвості. З іншого боку, Говорун розташовує церковну ієрархію поза природою церкви. Те, що структура (ієрархія) Церкви служить святій меті, ще не означає, що вона має божественне походження. Вони виникли й розвивалися церквою як зручні інструменти та наслідки домовленостей.

## Таблиці церковних чинів

### Структура сучасної ієрархії Православної Церкви
| Ієрархічний ступінь  | Біле духовенство (одружене або в целібаті)             | Чорне духовенство (Ченці)               |
| III Єпископ          |                                                        | патріарх митрополит архієпископ єпископ |
| II Пресвітер (ієрей) | протопресвітер протоієрей ієрей (пресвітер, священник) | архімандрит ігумен ієромонах            |
| I Диякон             | протодиякон диякон                                     | архідиякон ієродиякон                   |

### Церковні чини перших століть християнства
| Церковний чин                  | Опис чину |
| ------------------------------ | --- |
| Аколуф                         | Від грец. ακολουϋος — той що слідує. В обов'язки входила допомога приймати Жертовні Дари — хліб і вино, дотримання в чистоті священних сосудів. За деякими даними виконували також обов'язки свещеносців (лампадарій), і були на почесній варті єпископа.                                                                                              |
| Апокрисіарій                   | Від грец. ἀποκρισιάριος — той хто приносить відповідь. Представник патріарха (Римського, Олександрійського, Антіохійського або Єрусалимського), постійно знаходився при царському дворі для пояснень у справах своєї церкви і патріарха з царською владою.                                                                                             |
| Герменевт                      | В обов'язки цього чину входив переклад Святого Письма і повчання настоятеля під час богослужіння там, де громади були змішаними греко-латинськими за мовою або в їх склад входили люди, які трималися місцевих мов і не володіли класичними мовами. Можливо, що ця посада виросла з харизматичного тлумачення пророчих промов апостольського століття. |
| Дияконе́са                      | Грец. Διακόνισσα. Чин, в який поставлялись жінки, котрі прийняли свячення і несли певне служіння в Церкві |
| Іподиякон (зап. субдиакон)     | Грец. Υποδιάκονος. той що служить, як правило, при архієреї під час його священнодійств, носячи перед ним в зазначених випадках трикирій, дикирій і рипіди, підстилаючи орлець, омиваючи йому руки, підносячи Чиновник архієрейського богослужіння, одягаючи і здійснюючи деякі інші дії.                                                              |
| Копиат (фоссор)                | Обов'язком цього чину було поховання мучеників і всіх покійних в християнській вірі. |
| Начальник благодійних закладів | На цю посаду призначали дияконів і пресвітерів. Чин з'явився в IV столітті. |
| Остіарій (привратник)          | Грець. ϋυρωροι. В обов'язки остіарія входило відкривання і закривання дверей церкви, в числі іншого стежачи за тим, щоб нехрещені не були присутні в церкві під час Євхаристійного канону. |
| Параволан                      | Обов'язком параволанов було догляд, лікування та поховання бідних і хворих людей. Параволанів обирав єпископ. |
| Хорист                         | Греч. ψαλτες. Чин, отделившийся в первой половие IV века от чина чтецов. Служение певца — пение во время богослужения. Так же как и чтец, певец поставляется через хиротесию. |
| Рефендарій                     | Від лат. referendarius от а referendo — докладчик. Посредник между государем и Константинопольским Патриархом. |
| Сакеларій (сакелій)            | Від латинського sacellus — «мішок, торба, сумка для грошей». Завідував церковною казною, яка наповнювалася з пожертв у вигляді грошей чи дорогоцінних прикрас. Позже сакелларию были вменены и другие обязанности. Должнось появилась не позднее второй половины VI века.                                                                              |
| Скевофілакс                    | Від грецького ό Σκευοφύλαξ — сосудохранитель. Заведовал всей церковной утварью и распоряжался её употреблением при богослужении. |
| Чтець (анагност)               | Грецкою αναγνώστης. В обязанности чтеца входило чтение во время богослужения богослужебных текстов (Священное Писание, шестопсалмие, кафизмы, седальны, тропари канона, часы и др.). В чтецы посвящает епископ через хиротесию. |
| Екзорцист(заклинатель)         | Від грецького ἐξορκισμός. В обов'язки екзорциста входило вигнання бісів з катехуменів, а також одержимих. |
| Економ                         | Грецькою Οικονόμος. Економ ніс відповідальність за церковне майно. На цю посаду обиралися пресвітери, диякони, навіть клірики, які не мали ієрархічного ступеня, якщо вони відрізнялися чесністю і практичністю. У своїх діях економом віддавав звіт єпископу.                                                                                         |
| Ексцептор                      | В обов'язки ексцептора входило складання стенографічних мученицьких актів. |

## Див також
- Клір